# Shinyanga
Shinyanga é uma cidade no norte da Tanzânia . A cidade é a capital regional de Shinyanga , umas das regiões da Tanzânia .

## População
O censo nacional de 2002 estimou a população de Shinyanga em cerca de 93.000. Em agosto de 2010, a população da cidade foi estimada em cerca de 107.360.